# Гексафторосиликат кобальта(II)
Гексафторосиликат кобальта(II) — неорганическое соединение,
соль кобальта и кремнефтористоводородной кислоты
с формулой CoSiF6,
кристаллы,
растворяется в воде,
образует кристаллогидраты — красные кристаллы.

## Получение
- Растворение карбоната кобальта в кремнефтористоводородной кислоте:

{\displaystyle {\mathsf {CoCO_{3}+H_{2}SiF_{6}\ {\xrightarrow {}}\ CoSiF_{6}+CO_{2}\uparrow +H_{2}O}}}

## Физические свойства
Гексафторосиликат кобальта(II) образует кристаллы
Растворяется в воде.
Образует кристаллогидрат состава CoSiF6•6H2O — красные кристаллы
тригональной сингонии,
пространственная группа P 3,
параметры ячейки a = 0,626 нм, α = 96,2°, Z = 1
(a = 0,9369 нм, c = 0,9731 нм, Z = 3).
При 248 К происходит фазовый переход в моноклинную сингонию.